# Ahl Angad
Ahl Angad (franska: Ahl Angad (CR), Ahl Angad (Commune Rurale), arabiska: سيدي علي بلقاسم) är en kommun i Marocko.   Den ligger i prefekturen Oujda-Angad och regionen Oriental, i den nordöstra delen av landet, 500 km öster om huvudstaden Rabat. Antalet invånare är 16 494.